# Povezivač
Povezivač (eng. linker) je računalni program koji povezuje jedan ili više objekata objektnog koda s programskim knjižnicama u izvedbeni kod, nakon što ga je prevoditelj preveo iz izvornog koda.
Ako povezivač uoči pogrešku pri povezivanju, dojavit će pogrešku pri povezivanju te onemogućiti stvaranje izvedbenog koda.